# Guillaume II de Juliers
Pour les articles homonymes, voir Guillaume de Juliers et Guillaume II.
Guillaume II de Juliers dit Le Grand (? -1207), comte de Juliers, fils de Guillaume Ier de Juliers
Guillaume affronte les archevêques de Cologne et commence une politique d'expansion des fiefs de Juliers. Pour asseoir son autorité, il fait construire le château de Nideggen, où il meurt des suites d'une longue maladie fin 1207.

## Mariage et descendance
Guillaume avait épousé Albérade, fille et héritière du comte Adalbert II de Molbach et d'Adélaïde de Vianden.
N'ayant pas d'héritier, il désigne son neveu Guillaume III de Juliers pour lui succéder.